# Jacques Géron
Jacques Géron, né le 8 janvier 1950 à Verviers (province de Liège) et mort le 29 octobre 1993, est un auteur de bande dessinée réaliste belge. Surtout connu pour avoir repris le dessin de la série Yalek, il a également réalisé de très nombreuses bandes dessinées pornographiques. Il a utilisé différents pseudonymes Barney, Jack-Henry Hopper, Haupeur, Marlon, etc.

## Biographie
Jacques Géron naît le 8 janvier 1950 à Verviers. À l'âge de 21 ans, Jacques Géron de Trooz remporte le prix Lombard décerné par un jury composé de Franquin, Hugo Pratt, Jean-Michel Charlier, Greg, Morris, Claude Moliterni et Paul Damblon en décembre 1971 et se voit publié dans Tintin avec un court récit réaliste de science-fiction de huit planches en 1972.
Actif à partir du début des années 1970, Jacques Géron publie des histoires courtes dans divers périodiques, notamment des petits formats édités par Artima. Dans Spirou, il publie une carte blanche en 1974, pour revenir ensuite avec les illustrations des Enquêtes de l'inspecteur Corniche écrites par André-Paul Duchâteau en 1980. En 1976, il commence à publier dans Curiosity Magazine et ainsi à travailler pour Michel Deligne, qui publie ses premiers albums et pour lequel, il réalise également de nombreuses couvertures d'albums. En 1977, il illustre un court récit authentique Fouilles en péril de quatre planches scénarisé par Stephen Desberg dans Tintin. En 1979, il succède à Christian Denayer sur la série Yalek écrite par André-Paul Duchâteau, prépubliée dans Super As pour les deux premières aventures ; il en dessine neuf albums publiés aux éditions Fleurus puis Novedi. À partir du milieu des années 1980, il se met à auto-éditer certaines œuvres, tout en collaborant assidûment à la presse pornographique spécialisée (Bédéadult, Gay Comix). En 1985, il participe à l'album collectif Rocky Luke - Banlieue West publié par SEDLI - Jacky Goupil. En 1989, il entame une adaptation d'Arsène Lupin écrite par Duchâteau pour Lefrancq, dont il dessine cinq albums avant son décès.
Jacques Géron meurt le 29 octobre 1993, à l'âge de 43 ans.

## Albums publiés

### Sous le nom Jacques Géron
- Le Fantôme de Géronimo (dessin), avec Michel Deligne (scénario), Éditions Michel Deligne, coll. « Curiosity », 1977.
- Les Conquistadores de la liberté (dessin), avec Gilles Nélod (scénario), Éditions Michel Deligne :

1. 1591... La Nuit rouge de Nice, 1978.
2. Révolte de Méditerranée, 1978.

- Debby : J.O.K. Département secret, Éditions Michel Deligne, 1979.
- Yalek
- 8. Cataclysme en mondiovision, Fleurus, 1980
Scénario : André-Paul Duchâteau - Dessin : Jacques Géron - (ISBN 2-215-00327-8)
- 9. Viking, puissance 1000, Fleurus, Paris, 1980
Scénario : André-Paul Duchâteau - Dessin : Jacques Géron - (ISBN 2-215-00359-6)
- 10. Opération Nessy, Novedi, 1981
Scénario : André-Paul Duchâteau - Dessin : Jacques Géron - (ISBN 2-01-008164-1)
- 11. Zone Interdite, Hachette, 1981
Scénario : André-Paul Duchâteau - Dessin : Jacques Géron - (ISBN 2-01-008171-4)
- 12. L'Île de corail, Novedi, 1982
Scénario : André-Paul Duchâteau - Dessin : Jacques Géron - (ISBN 2-01-008920-0)
- 13. Alerte à Kourou, Hachette, Marcinelle, 1983
Scénario : André-Paul Duchâteau - Dessin : Jacques Géron - (ISBN 2-01-009379-8)
- 14. Les Yeux de flamme, Hachette, 1983
Scénario : André-Paul Duchâteau - Dessin : Jacques Géron - (ISBN 2-01-009861-7)
- 15. Le Territoire du diable, Novedi, 1984
Scénario : André-Paul Duchâteau - Dessin : Jacques Géron - (ISBN 2-8039-0011-4)
- 16. La Clef d'or, Novedi, 1985
Scénario : André-Paul Duchâteau - Dessin : Jacques Géron - (ISBN 2-8039-0020-3)

1. Missions “Kamikaze”, Super Scoop, 2011.

- Brigade mondaine t. 3 : Le Cygne de Bangkok (dessin), avec Moloch (scénario d'après Gérard de Villiers), Garancière, 1983  (ISBN 2-7340-0041-5).
- Le Privé : S... comme sang, Jacques Géron Éditions, 1984.

### Sous le pseudonyme Elvis Gray
- Yolande de Gretou : Le fouet Madame !, Deesse, 1979[10].

### Sous le pseudonyme Jack-Henry Hopper
- Miami Beach, Jacques Géron Éditions, coll. « Erotic Blue », 1986.
- Les Nuits chaudes de Rangoon, Glénat, coll. « Le Marquis », 1989  (ISBN 2-7234-0934-1).
- Hôtel “Con d'or”, CAP, coll. « Bédé Adult », 2 vol., 1990-1992.
- Madame, CAP, coll. « Bédé X », 3 vol., 1991-1993.

### Collectifs
- Rocky Luke - Banlieue West[11], SEDLI - Jacky Goupil, mai 1985
Scénario : collectif - Dessin : collectif dont Géron - Couleurs : quadrichromie -  (ISBN 2-86725-016-1)